# Kraszyce
Kraszyce (kraˈʂɨt͡sɛ) è un villaggio nel distretto amministrativo di Kruszwica, nel Distretto di Inowrocław, nel Voivodato della Cuiavia-Pomerania, nella Polonia centro-settentrionale.